# Punica protopunica
Punica protopunica is een plantensoort uit de kattenstaartfamilie (Lythraceae). Het is een veelal doornige boom die een groeihoogte bereikt van 2,5 tot 4,5 meter. De boom heeft een roodbruine bast als hij jong is, maar vervaagt naar grijs naarmate hij ouder wordt. De glanzende bladeren zijn donkergroen en worden tot 3 centimeter lang. De vruchten zijn bolvormig en 2-3 centimeter in diameter. De soort staat op de Rode Lijst van de IUCN geklasseerd als 'kwetsbaar'.
De soort komt voor op het bij Jemen behorende eiland Socotra. Hij groeit daar in vochtige bossen op zowel kalksteen als granieten bodems. De hoogtes waar hij groeit varieert van 300 tot 1200 meter.